# 海から上がるヴィーナス (ドミニク・アングル)

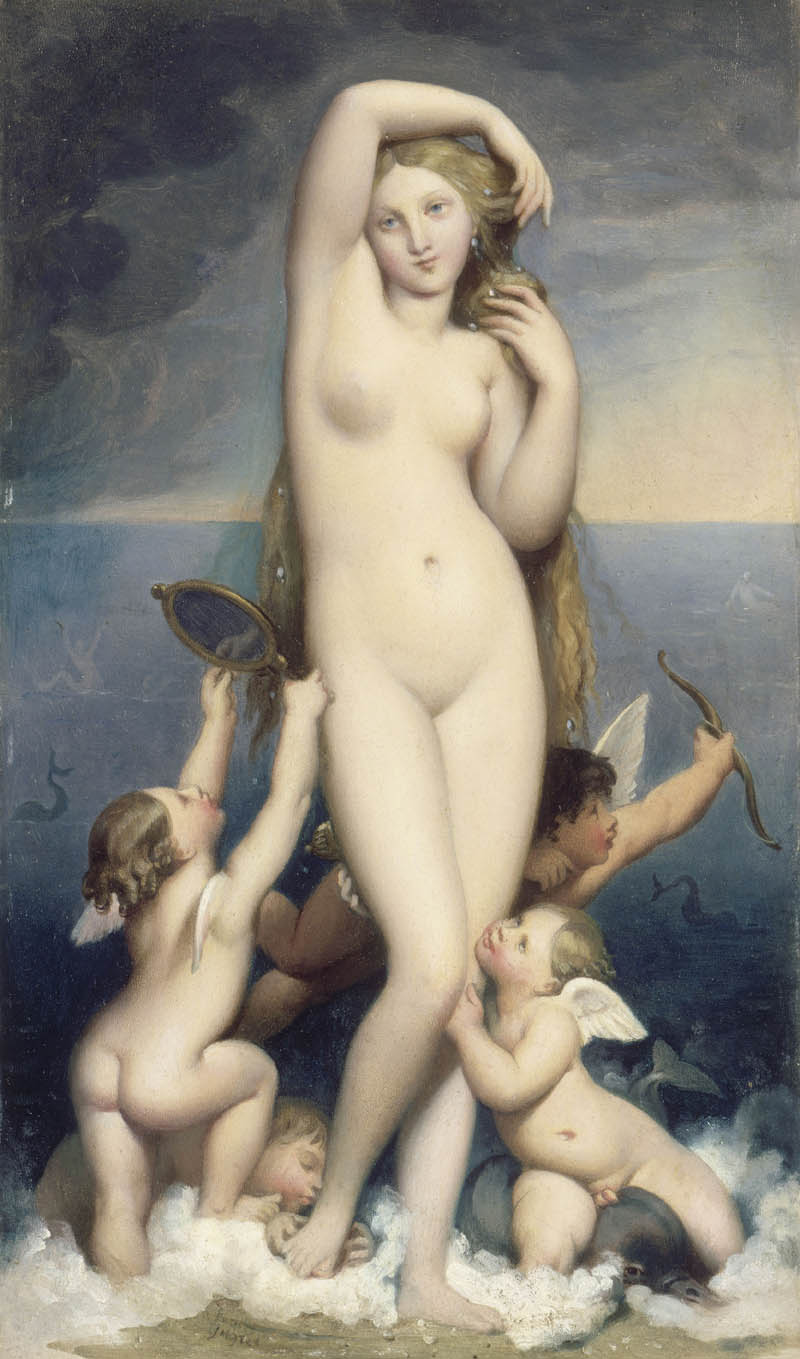
1850年にアングル監督の下で制作された工房作のヴァリアント。サイズはずっと小さく、31.5cm×20cm。パリ、ルーヴル美術館所蔵。

『海から上がるヴィーナス』（うみからあがるヴィーナス）あるいは『ヴィーナス・アナディオメネ』（仏: Vénus Anadyomène）は、フランス新古典主義の画家ドミニク・アングルが1808年に制作を開始し1848年に完成させた絵画である。主題はギリシア神話の愛と美の女神アプロディテ（ヴィーナス）の誕生であり、タイトルのヴィーナス・アナディオメネは古代ギリシアの画家アペレスが制作したとされる絵画に由来している。完成までに40年を要した本作品は当時の古典古代芸術に対する理解の一端を示すと同時に、アングルの傑作『泉』（La Source）の女性像の源泉の1つと見なされている。現在はフランス北部、オワーズ県シャンティイのコンデ美術館に所蔵されている。また本作品は1850年のヴァリアントが知られており、パリのルーヴル美術館に所蔵されている。

## 主題
ヘシオドスの『神統記』によると、クロノスは父である天空神ウラノスの横暴に苦しめられる母レアを助けるため、ウラノスを去勢して切断した男性器を海に投げた。するとそこに白い泡が生じ、その中からアプロディテが誕生した。アプロディテはまず最初にキティラ島を訪れ、そしてさらにキプロス島へと渡った。アプロディテがキプロスの陸に上がると、その足元からは若草が萌え出でたとされる。紀元前4世紀ごろ、古代ギリシアの画家アペレスは美女として名高い遊女フリュネが海で泳ぐのを見て、海から上がるアプロディテの着想を得た。この絵画は古代世界で称賛され、ローマ人はアペレスの描いたアプロディテをローマに運んだという。

## 作品
海の泡から誕生したヴィーナスは、海水で重くなった髪をつかんで絞っている。夜明け前の暗がりの中、ヴィーナスは古典的なコントラポストのポーズで立ち、足元では4人のプットーがヴィーナスの誕生を祝福するかのようにはしゃいでいる。プットーのうち1人はヴィーナスに鏡を向けているが、ヴィーナスはそれを見ようとはせず、どこか遠くに視線を向けている。ヴィーナスの背後では別のプットーが矢を放っており、またイルカにまたがったプットーはヴィーナスの脚にしがみつき、さらに別のプットーはヴィーナスの足にキスをしている。

### 構図・色彩の効果
背景は平面的で、真っ直ぐな水平線が空と海を二分する極めてシンプルなものとなっている。画面を支配する色彩はほとんど背景の青色と肌色の2色のみであり、ヴィーナスの丸みを帯びた柔和な白い肌が、背後の青色から浮かび上がって見える。構図は縦のヴィーナスと横の水平線が交差する形をとる。ヴィーナスと足元のプットーたちは縦長の二等辺三角形を作り出しており、また水平線がやや高い位置（ヴィーナスのへその部分）を通り、ヴィーナスの正面性とあわせて安定感を生み出し、強調する構成となっている。

### ヴィーナスとプットー
アングルはヴィーナスのアトリビュートである貝殻を描いておらず、代わりに誕生の際に生じた泡を描くことでヴィーナスであることを示している。アングル風（アングルレスク）と呼ばれるヴィーナスの身体表現は官能的であり、コントラポストが作り出す身体の緩やかなS字のカーブがヴィーナスの官能性を高めている。一方、ヴィーナスの顔つきやプットーはラファエロ・サンツィオの強い影響を示している。とりわけプットーはローマ、ヴィラ・ファルネジーナのラファエロによるフレスコ画『ガラテイアの勝利』（Trionfo di Galatea, 1511年）に描かれているプットーの影響が認められる。

## 制作過程
本作品の構想はローマのフランス・アカデミー留学時代までさかのぼる。1806年にフィレンツェを経てローマにやって来たアングルは古代ローマやルネサンス期の作品に触れ、本作品の制作を思い立った。モントーバンのアングル美術館に所蔵されている習作素描からは、アングルが構想を練った過程を大まかにたどることができる。
1807年の最初期の構想を示すペンによる素描（Inv. 867. 2302）では、ヴィーナスは古代ギリシアの彫刻家プラクシテレスの『クニドスのアプロディテ』に由来する《恥じらいのヴィーナス》と同じポーズをとっている。アングルはおそらくフィレンツェで『メディチ家のヴィーナス』やボッティチェッリの傑作『ヴィーナスの誕生』を見たのだろう。ヴィーナスは正面を向いて立っているが、恥じらうようにうつむきながら横を向いており、両の手で乳房と下腹部を覆っている。また右足の下には貝殻が描かれており、西風の神ゼピュロスやバラの花を描く意図も見られる。この段階では完成作のヴィーナスとの共通点は下半身のコントラポストのみである。また水平線も描き込こまれているが、完成作よりもずっと低い位置（ヴィーナスの膝の部分）を通っている。
別のペン素描（Inv. 867. 2303）では弓と鏡を持つ2人のプットーが形を成しているが、ヴィーナスのポーズはいまだ完成作とかなり異なっている。ただし、ペンとは別に鉛筆によって両腕を上げたポーズを試ている。
さらに黒チョークを使った習作素描（Inv. 867. 2305）では完成作の全身ポーズが登場しているほか、余白の部分を使って左手のポーズを繰り返し模索している。しかし1808年に制作を開始したアングルはこの主題をいったん放置している。アングルが制作を再開させるのは1820年代だが、このときも完成には至らなかった。アングルが『泉』の制作を開始するのはちょうどこの頃である。両作品の女性像のポーズは近い関係にあり、アングルが『泉』の着想を得た背景の1つに本作品の存在が指摘されている。
アングルが再び制作を再開したのは、銀行家・博物学者のジュール・ポール・バンジャマン・ドゥルセールに作品の完成を求められたことがきっかけである。こうして『海から上がるヴィーナス』は途中の中断期を合わせて40年の歳月が費やされ、最終的に1848年に完成した。そのため画面には1808年と1848年の2つの日付が記されている。

## 『泉』との関係

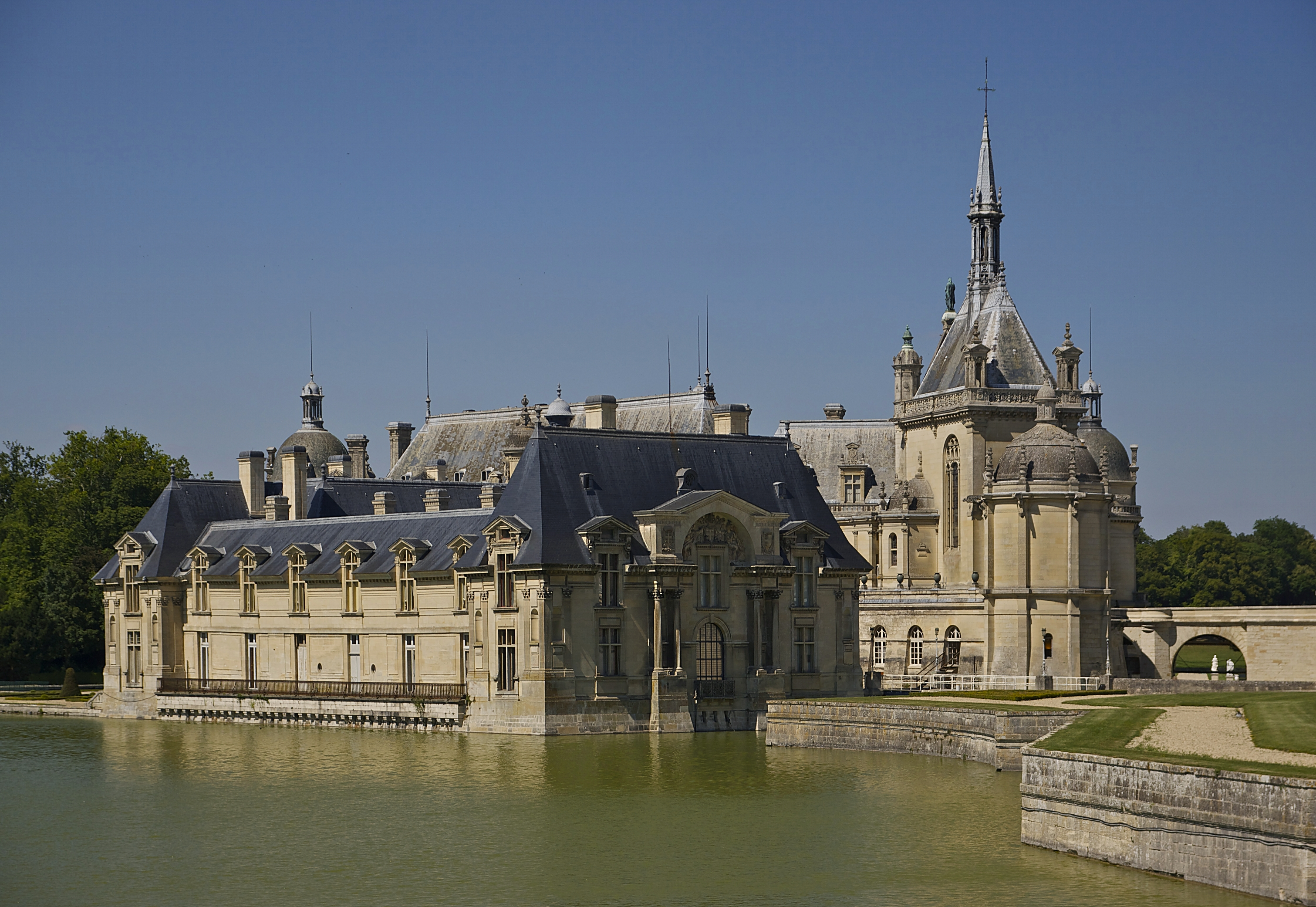
コンデ美術館があるシャンティイ城。

本作品のヴィーナスのコントラポストおよび髪をつかむポーズは、『泉』の左肩に水甕を担ぐ女性像のそれとよく似ており、前述の黒チョークの習作素描では、左手のポーズを模索した素描の中に『泉』により近いものを見つけることもできる。水甕を持たせるという発想の由来については彫刻家・建築家ジャン・グージョンによるイノサンの泉のレリーフ彫刻、あるいはシュリー館のレリーフ彫刻との関連が指摘されている。

## 来歴
1848年に完成した『海から上がるヴィーナス』だったが、バンジャマン・ドゥルセールはヴィーナスの膝が不自然だと感じたことを理由に絵画を受けとらなかった。その代わりに同年、ルーヴル美術館のキュレーターであり美術コレクターでもあったフレデリック・レゼが本作品を購入している。その後、『海から上がるヴィーナス』は1855年のパリ万国博覧会に出品され、さらに1879年にオマール公アンリ・ドルレアンによって購入された。この人物は名付け親であったコンデ公ルイ6世アンリの莫大な遺産を相続しており、1884年に所有するシャンティイ城とその所領および収集した美術品をフランス学士院に寄贈してコンデ美術館を創設した。以来『海から上がるヴィーナス』はコンデ美術館に所蔵されており、アングルの『自画像』（Autoportrait à vingt-quatre ans, 1804年）、『ドヴォーセ夫人の肖像』（Portrait de Madame Duvaucey, 1807年）、『アンティオコスとストラトニケ』（Antiochus et Stratonice, 1840年）などの絵画とともに展示されている。

## 当時の反応と影響
本作品を見た詩人テオフィル・ゴーティエは「アペレスの『海から上がるヴィーナス』が再び世に現れた」と賞讃した。また本作品はテオドール・シャセリオー、ウィリアム・アドルフ・ブグローなどの画家に影響を与えた。顕著な例としてアングルの弟子アモリー＝デュヴァルが挙げられる。デュヴァルは1862年に制作した絵画『ヴィーナスの誕生』（La Naissance de Vénus）において、本作品の構図を左右反転させて描いている。

## ギャラリー
コンデ美術館には本作品の他に以下のようなアングルの作品が所蔵されている。

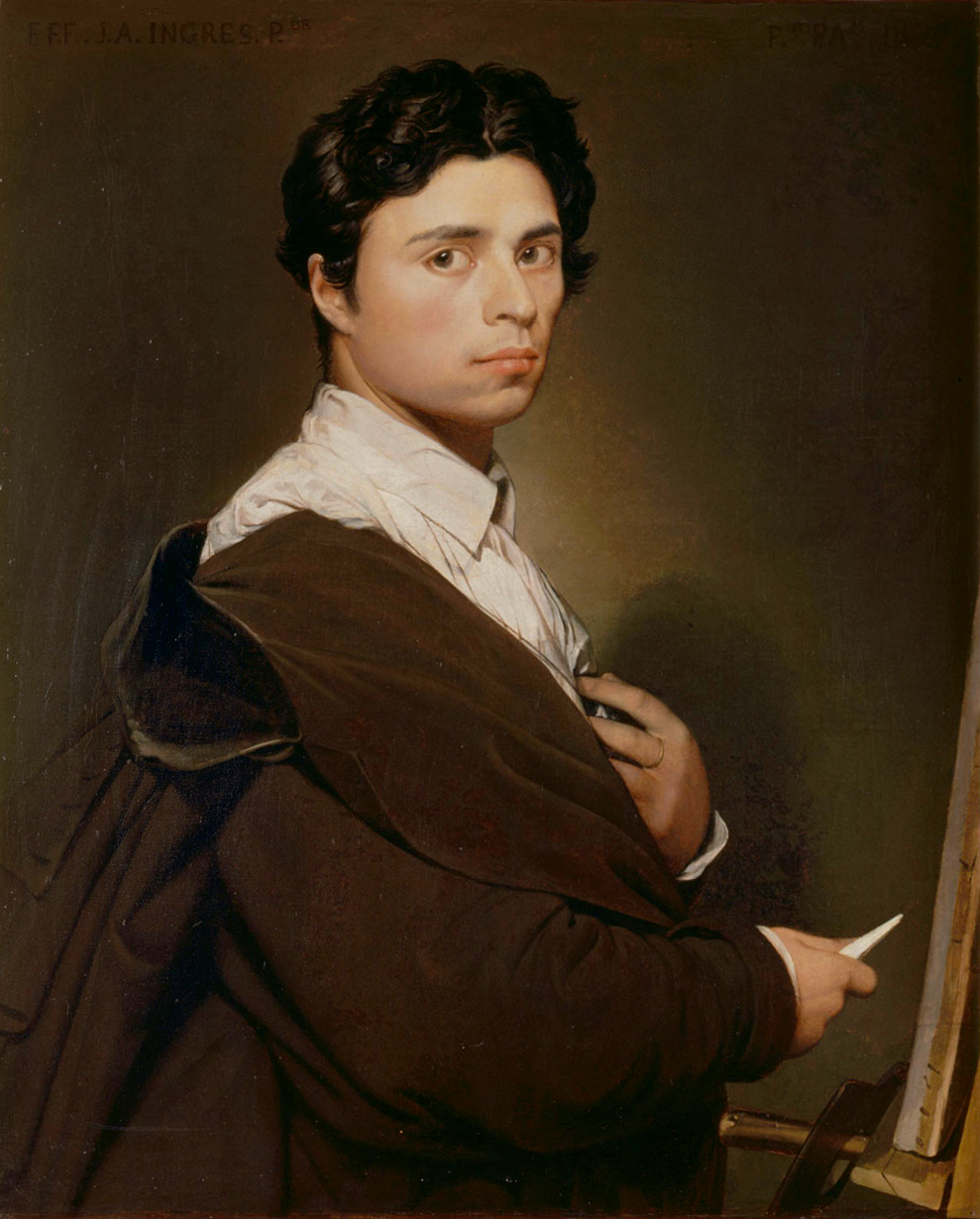
ドミニク・アングル『自画像』1804年
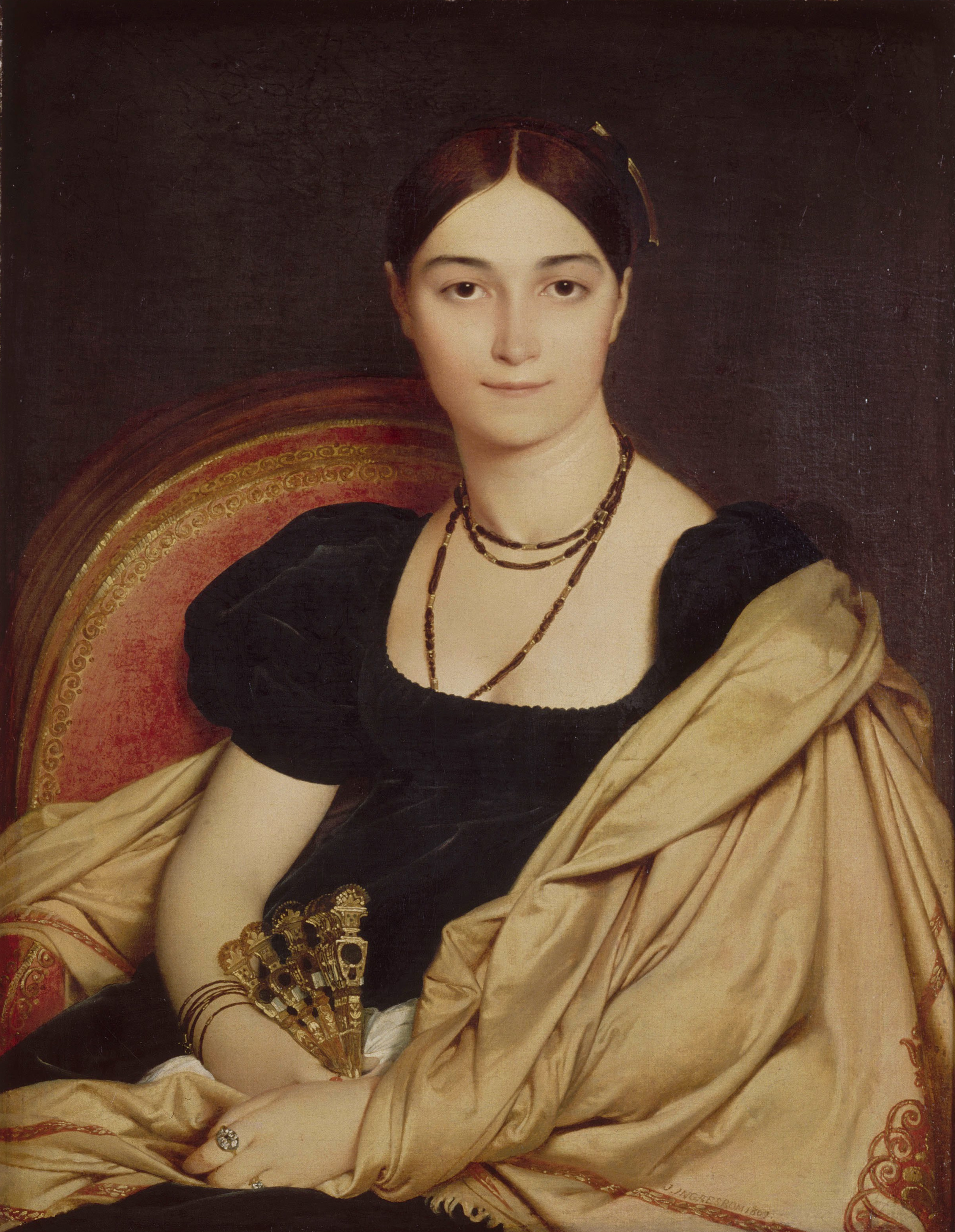
ドミニク・アングル『ドヴォーセ夫人の肖像』1807年
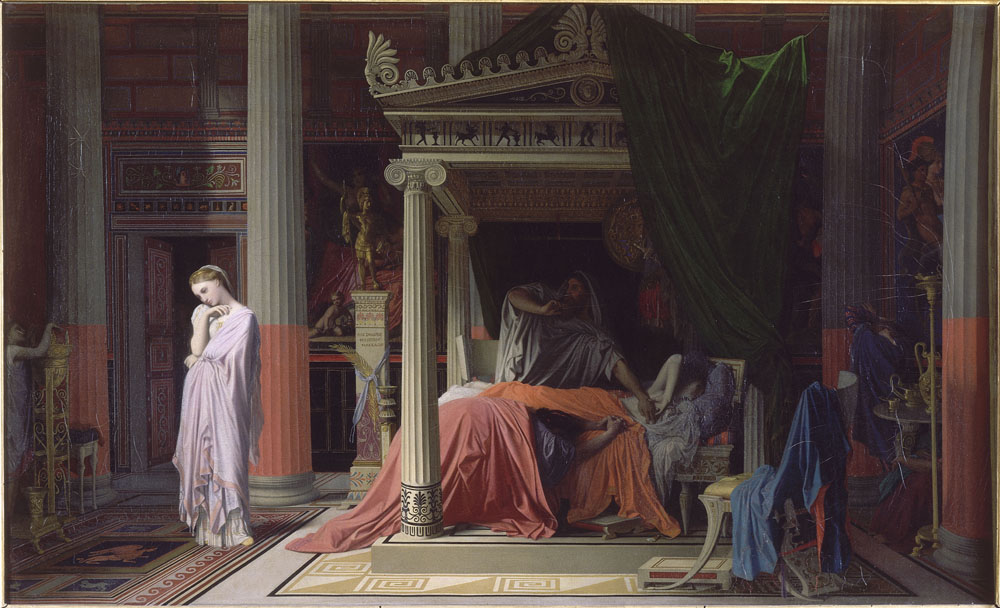
ドミニク・アングル『アンティオコスとストラトニケ』1840年
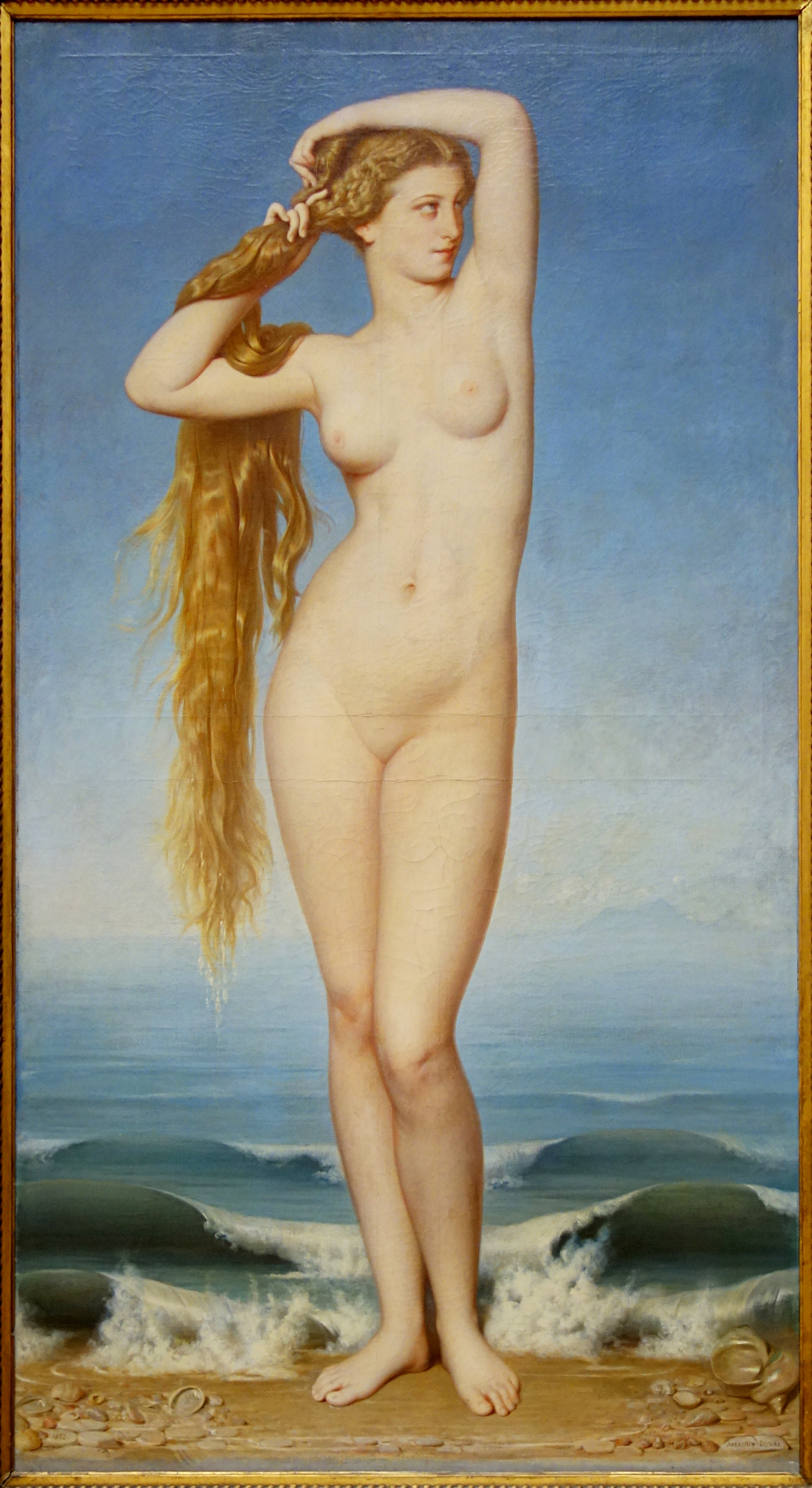
アモリー＝デュヴァル『ヴィーナスの誕生』1862年 リール宮殿美術館所蔵